# Juan Bautista de Lezana
Juan Bautista de Lezana (Madrid, 23 novembre 1586 – Roma, 29 marzo 1659) è stato un religioso e teologo spagnolo dell'Ordine dei Carmelitani.
Al suo tempo fu considerato un'autorità in diritto canonico, teologia dogmatica e filosofia.

## Biografia
Juan Bautista de Lezana vestì l'abito carmelitano ad Alberca, nella Vecchia Castiglia, il 18 ottobre 1600 e fece la professione dei voti nella casa dei Carmelitani dell'Antica Osservanza, a Madrid, nel 1602. Studiò filosofia a Toledo e teologia a Salamanca, in parte nel collegio dell'ordine, in parte all'università sotto la direzione di Juan Márquez e, infine, ad Alcalá sotto la supervisione di Luis Montesinos.
Per alcuni anni fu lettore universitario di Aristotele (a Valdemoro) e di san Tommaso d'Aquino (ad Alcalá e a Toledo). In quest'ultima città fu maestro degli studenti e priore. Dopo essere stato inviato al capitolo generale del 1625 come delegato della sua provincia, rimase a Roma come professore di teologia. Nel capitolo successivo del 1645, dove presenziò in qualità di provinciale titolare della Palestina, ottenne alcuni voti per il generalato. Tuttavia, non ebbe la maggioranza e quindi fu nominato assistente generale; per alcuni anni ricoprì anche l'ufficio di procuratore generale.
Oltre a queste dignità all'interno dell'ordine, ricoprì per sedici anni la cattedra di metafisica alla Sapienza. Ottenute le cariche di prefetto degli studi e di maestro di teologia presso il convento di Santa Maria Transpontina, divenne consultore della Congregazione dell'indice durante il pontificato di Urbano VIII e di quella dei riti durante il papato di Innocenzo X. Nominato vescovo, chiese a una suora di raccomandare una questione importante (di cui non rivelò la natura) al Signore nella preghiera, e ricevette da lei la risposta, che egli mise in pratica, che sarebbe stato più perfetto per lui rifiutare tale dignità. 
La sua dottrina e integrità morale gli diedero notorietà capitale; allo stesso tempo, era lontano dall'ambizione: in particolare, nel 1644 resistette alla nomina a superiore generale del suo ordine. Fu, tuttavia, il referente di cinque o sei generali che continuarono questo onore con il titolo di prefetto provinciale di Sassonia, Inghilterra e Terra Santa.
Morì a Roma il 29 marzo 1659.

## Opere
- Armales sacri, Profetici et Etiani Ordinis Beatissimæ Virginis María de Monte Carmelo, 4 tomi in folio, Roma, 1656
- Columna inmobitis, et turris Davidica, seu de Angelisæ Apostolicæ, et miraculosæ Ecclesiæ Sanctæ Mariæ Majoris de Columna Casaraugustanæ perpetua Cathedralitæ, Leon de Francia, 1656, in 4°
- María Patrona, sive de singulari Sanctissimæ Dei Genitricis Mariæ Patrocinio, et Patronatu in sibi devotos, Roma, 1648, in 4º y Bruxelles 1651 in 12°.
- Oraculum Beati Cyrilli Eremita Montis Carmeli cum expositione Abbatis Joachim, et mutuis utriusq. epistolis.
- Vida de Sta. Maria Magdalena de Pazis, Saragoza, 1650
- De Regularium Reformatione ex variis Patrum Sententiis, Roma, 1646, in 4°.
- Summa Quastionum Regularium, seu de casibus conscientia ad personas Regulares utriusque sexus, 5 tomi in 4º, Roma dal 1634 al 1647
- Consulta varia Theologica, et Jurídica, et Regularia, quorum ultimum est de singularissimo Petri Papatu in Ecclesiam, D. Paulo Apostolo etiam excluso, Venezia, 1651 in folio.
- Summa Theologiæ Sacræ, tre tomi in folio, Roma, dal 1651 al 1658.